# 면역원성 세포 사멸
면역원성 세포 사멸(免疫原性細胞死滅, 영어: immunogenic cell death, ICD)은 면역 반응을 유발하는 모든 유형의 세포 사멸이다. 우발적 세포 사멸과 조절된 세포 사멸은 모두 면역 반응을 유발할 수 있다. 면역원성 세포 사멸은 어떤 반응도 이끌어내지 않거나 심지어 면역 관용을 중재하지 않는 세포 사멸 형태(세포자살, 오토파지)와 대조를 이룬다.

## 면역원성 세포 사멸의 유형
면역원성 세포 사멸의 유형은 사멸이 일어나기 전, 사멸 간, 사멸 이후에 발생하는 분자 기전에 따라 분류된다. 특정 세포 사멸의 면역원성은 이 과정에서 방출되는 항원 및 보조제에 의해 결정된다.

### 우발적 세포 사멸[2]
우발적 세포 사멸은 세포의 복구 능력을 초과하는 물리적, 화학적 또는 기계적 손상의 결과이다. 이는 막 무결성의 손실로 이어지는 제어할 수 없는 프로세스이다. 그 결과 면역 반응을 매개할 수 있는 세포 내 구성 요소가 누출된다.

### 면역원성 세포 사멸 또는 ICD
면역원성 세포 사멸은 면역 반응의 조절된 활성화를 초래하는 세포 사멸의 한 형태이다. 이 세포 사멸은 세포 사멸 형태가 특징이며 막 무결성을 유지한다. 소포체(ER) 스트레스는 일반적으로 활성산소(ROS)의 높은 생산과 함께 ICD의 원인 물질로 인식된다. 두 그룹의 ICD 유도제가 인식된다. 유형 I 유도제는 주로 DNA 또는 염색질 유지 장치 또는 막 구성 요소를 표적으로 하는 부수적 손상으로 ER에 스트레스를 유발한다. 유형 II 유도제는 특히 ER을 표적으로 한다. ICD는 안트라사이클린,  옥살리플라틴, 보르테조밉 또는 방사선 요법 및 광역학 요법 (PDT)과 같은 일부 세포 증식 억제제에 의해 유도된다. 일부 바이러스는 ICD의 생물학적 원인으로 나열될 수 있다. 감염된 세포의 면역원성 사멸이 감염원에 대한 면역 반응을 유도하는 것처럼, 암세포의 면역원성 사멸은 수지상 세포(DC)의 활성화 및 이에 따른 특정 T 세포 반응의 활성화를 통해 효과적인 항종양 면역 반응을 유도할 수 있다. 이 효과는 항종양 치료에 사용된다.
ICD는 손상 연관 분자유형(Damage-Associated Molecular Pattern, DAMP)의 분비를 특징으로 한다. ICD 동안 세포 표면에 노출되는 세 가지 가장 중요한 DAMP가 있다. 일반적으로 소포체의 내강에 존재하는 DAMP 분자 중 하나인 칼레티큘린(Calreticulin, CRT)은 면역원성 사멸을 유도한 후 죽어가는 세포의 표면으로 전위된다. 거기에서 그것은 전문적인 식세포에 대한 '나를 먹어줘' 신호(Eat-me Signal)로 기능한다. 다른 중요한 표면 노출 DAMP는 열충격단백질(Heat Shock Protein, HSP), 즉 HSP70 및 HSP90이며, 스트레스 조건에서도 원형질막으로 이동한다. 세포 표면에서 이들은 CD91 및 CD40과 같은 다수의 항원전달세포(Antigen Presenting Cell, APC) 표면 수용체와의 상호작용을 기반으로 하는 면역자극 효과가 있으며 또한 MHC 클래스 I 분자의 종양 세포에서 유래한 항원의 교차 제시를 촉진하여 CD8+ T 세포 반응을 일으킨다. ICD의 특징인 다른 중요한 DAMP는 분비되는 HMGB1 및 ATP이다. HMGB1은 후기 ICD의 마커로 간주되며 세포 외 공간으로의 방출은 수지상 세포에 의한 항원의 최적 제시에 필요한 것으로 보인다. 이는 APC에서 발현되는 톨유사수용체(Toll-like receptor, TLR) 2 및 4와 같은 여러 유형인식수용체(Pattern Recognition Recptor, PRR)에 결합한다. 면역원성 세포 사멸동안 방출된 ATP는 분비될 때 식세포에 대한 '나를 찾아줘' 신호(Find-me Signal)로 기능하고 ICD 부위에 대한 유인을 유도한다. 또한 ATP가 표적 세포의 퓨린성 수용체에 결합하면 인플라마좀(Inflammasome) 활성화를 통한 면역 자극 효과가 있다. ICD 동안 방출된 DNA 및 RNA 분자는 죽어가는 세포와 식세포 모두에서 TLR3 및 cGAS 반응을 활성화한다.
항종양 요법에서 ICD를 사용하는 개념은 항종양 백신 접종 전략으로 잠재력이 있는 위에서 언급한 일부 유도제의 식별과 함께 형성되기 시작했다. ICD 유도제를 단독으로 사용하거나 다른 항암 요법(표적치료, 면역요법)과 함께 사용하는 것은 암 마우스 모델에서 효과적이었으며 임상에서 테스트 중이다.

### 네크롭토시스
면역 반응을 유도하는 조절된 세포 사멸의 또 다른 유형은 네크롭토시스이다. 네크롭토시스(Necroptosis)는 괴사 형태가 특징이다. 이러한 유형의 세포 사멸은 사멸 또는 손상 수용체에 의해 감지된 세포 외 및 세포 내 미세 외상에 의해 유도된다. 예를 들어 FAS, TNFR1 및 패턴 인식 수용체는 괴사를 시작할 수 있다. 이러한 활성화 유도제는 수용체 상호작용 세린/트레오닌 단백질 인산화효소 3 (Receptor Interaction Protein Kinase 3, RIPK3) 및 유사 인산화효소(MLKL)와 같은 혼합 계통 인산화효소 도메인에 수렴된다. 이들 단백질의 순차적인 활성화는 막 투과성을 유도한다.

### 파이롭토시스
파이롭토시스(Pyroptosis)는 조절된 세포 사멸의 독특한 유형으로 괴사 형태와 세포 내용물 유출을 나타낸다. 이러한 유형의 세포 사멸은 살모넬라, 프란시셀라, 레지오넬라 감염과 같은 미생물 병원체 감염에 대한 반응으로 가장 일반적으로 유도된다. 심근 경색동안 생성되는 것과 같은 숙주 인자도 파이롭토시스를 유발할 수 있다. 병원체 연관 분자패턴(Pathogen-Associated Molecular Pattern, PAMP)이라고 하는 세균 대사 산물 또는 구조의 세포질 존재는 파이롭토시스 반응을 시작한다. 흑색종 2 (AIM2) 또는 피린에 없는 Nod-유사 수용체 패밀리(NLR)의 일부 구성원에 의한 이러한 PAMP의 검출은 인플라마좀 구조 및 카스페이스 1 활성화의 조립으로 이어진다.
지금까지 인플라마좀 형성을 유도하는 것으로 알려진 세포질 PRR은 NLRP3, NLRP1, NLRC4, AIM2, Pyrin이다. 이 단백질은 올리고머화 NACHT 도메인, CARD 도메인을 포함하고 일부는 유사한 피린(PYR) 도메인도 포함한다. 파이롭토시스의 중심 활성 단백질 분해효소인 카스페이스 1은 CARD 도메인 또는 ASC(apoptosis-associated speck-like protein)라고 하는 CARD/PYR 함유 어댑터 단백질을 통해 염증체에 부착된다. 카스페이스 1(CASP1)의 활성화는 파이롭토시스의 핵심이며 활성화되면 다른 카스파제의 단백질 분해 활성화를 매개한다. 인간에서 다른 관련 카스파제는 CASP3, CASP4, CASP5 이고, 마우스 CASP3 및 CASP11이다. IL-1β와 IL-18의 전구체는 가장 중요한 CASP1 기질 중 하나이며 분열 생성물의 분비는 파이롭토시스에 대한 강력한 면역 반응을 유도한다. IL-1β 및 IL-18의 방출은 세포에서 형태학적 변화가 일어나기 전에 발생한다. 세포는 내용물을 흘리고 추가 면역원성 분자의 분포를 매개하여 죽는다. 이 중 HMGB1, S100 단백질 및 IL-1α는 중요한 DAMP이다.
파이로보시스는 면역학적으로 불활성인 세포 사멸인 세포자살과 유사한 몇 가지 특징을 가지고 있다. 기본적으로 이러한 두 프로세스는 모두 카스페이스에 의존하지만 각 프로세스는 특정 카스페이스를 사용한다. 염색질 응축 및 단편화는 파이롭토시스 동안 발생하지만 메커니즘 및 결과는 세포자살 동안의 것과는 다르다. 세포자살과 대조적으로 파이롭토시스에서는 막 완전성이 유지되지 않는 반면, 미토콘드리아 막 완전성은 유지되고 시토크롬c 유출이 발생하지 않는다.

### 페롭토시스
페롭토시스(Ferroptosis)는 조절된 형태의 세포 사멸이다. 이 과정은 산화 스트레스와 지질 과산화에 대한 반응으로 시작되며 철 가용성에 따라 달라진다. 괴사 형태는 ferroptotic 세포의 전형이다. 지질 과산화는 주로 지질산소화효소(Lipoxygenases)에 의해 촉진되지만 고리형 산소화효소(Cyclooxygenases)에 의해서도 촉매된다. 지질 과산화는 글루타티온 퍼옥시데이스 4 (GPX4)에 의해 세포에서 억제되어 이들 효소의 균형을 페롭토시스의 중심 조절자로 만든다. 또한 철의 킬레이트화는 아마도 지질산소화효소에서 철을 고갈시킴으로써 페롭토시스를 억제한다. 세포 사멸 동안 세포질 성분의 유출은 이 과정의 면역원성을 매개한다.

### MPT 유발 괴사
미토콘드리아 투과성 변이(MPT)에 의한 세포 사멸은 조절된 세포 사멸의 한 형태이며 괴사 형태를 나타낸다. 산화 스트레스 또는 Ca2+ 불균형은 MPT 유발 괴사의 중요한 원인이다. 이 과정의 주요 사건은 미토콘드리아 내막(IMM) 불투과성의 손실이다. 미토콘드리아 내막과 외막 사이에 모이는 투과성 전이 기공 복합체의 형성으로 이어지는 정확한 메커니즘은 아직 알려져 있지 않다. Peptidylprolyl isomerase F (Cyp-D)는 MPT에 의한 괴사에 필요한 유일한 단백질로 알려져 있다. IMM 불투과성의 손실은 막 전위 소산 및 미토콘드리아 막의 붕괴로 이어진다.

### 파르타나토스
파르타나토스(Parathanatos)는 또한 괴사 형태를 가진 세포 사멸의 규제된 형태이다. 다양한 스트레스 조건에서 유발되지만 가장 중요한 것은 장기간의 알킬화, DNA 손상, 산화 스트레스, 저산소증, 저혈당, 염증 환경의 결과이다. 이 세포 사멸은 DNA 손상 반응 구성요소, 주로 폴리(ADP-리보스) 중합효소 1 (PARP1)에 의해 시작된다. PARP1 과활성화는 ATP 고갈, 산화-환원 및 생체 에너지 붕괴뿐만 아니라 세포자살 유도 인자 미토콘드리아 관련 1 (AIF)에 결합하는 폴리(ADPribose) 중합체 및 폴리(ADP-리보실)화 단백질의 축적을 초래한다. 결과는 막 전위 소산과 미토콘드리아 외막 투과이다. AIF에 의한 염색질 응축 및 단편화는 파르타나토스의 특징이다. RIPK3이 PARP1 활성을 자극하기 때문에 파르타나토스 과정과 괴사 장치의 일부 구성원의 상호 연결이 제안되었다.
이러한 유형의 세포 사멸은 일부 심혈관 및 신장 장애, 당뇨병, 뇌허혈 및 신경변성과 같은 일부 병리와 관련이 있다.

### 리소좀 의존성 세포 사멸
리소좀 의존 세포 사멸(Lysosome-dependent cell death)은 리소좀 막의 투과화에 의존하는 조절된 세포 사멸의 한 유형이다. 이 죽음에 의해 죽어가는 세포의 형태는 다양하며 세포자살, 괴사 또는 중간 형태가 관찰된다. 이는 일종의 세포 내 병원체 방어이지만 조직 리모델링이나 염증과 같은 여러 병태생리학적 과정과 관련이 있다. 리소좀 투과화는 때때로 미토콘드리아 막 투과화와 함께 세포 사멸 과정을 시작한다.

### NETotic 세포 사멸
NETotic 세포 사멸은 호중성 과립구에 전형적인 세포 사멸의 특정 유형이지만 호염기성 과립구와 호산성 과립구에서도 관찰된다. 이 과정은 호중성 과립구 세포 외 트랩(NET)에 결합된 염색질 섬유의 압출이 특징이다. NET 형성은 일반적으로 미생물 감염에 대한 반응으로 유도되지만 일부 염증성 질환의 무균 상태에서도 병리학적으로 유도된다. 세포 내부의 활성산소는 엘라스테이스 (Elastase) 및 골수과산화효소(MPO)의 방출, 핵으로의 전위 및 세포골격 재형성을 유발한다.